# Крістіан Шульц (футболіст)
Крістіан Шульц (нім. Christian Schulz, нар. 1 квітня 1983, Бассум) — німецький футболіст, що грав на позиції захисника.
Виступав, зокрема, за клуби «Вердер» та «Ганновер 96», а також національну збірну Німеччини.
Чемпіон Німеччини. Володар Кубка Німеччини. Володар Кубка Австрії.

## Клубна кар'єра
У дорослому футболі дебютував 2002 року виступами за команду «Вердер», у якій провів п'ять сезонів, взявши участь у 103 матчах чемпіонату. Більшість часу, проведеного у складі «Вердера», був основним гравцем захисту команди. За цей час виборов титул чемпіона Німеччини, ставав володарем Кубка Німеччини.
Своєю грою за цю команду привернув увагу представників тренерського штабу клубу «Ганновер 96», до складу якого приєднався 2007 року. Відіграв за команду з Ганновера наступні дев'ять сезонів своєї ігрової кар'єри. Граючи у складі «Ганновера» також здебільшого виходив на поле в основному складі команди.
Протягом 2016—2018 років захищав кольори клубу «Штурм» (Грац).
Завершив ігрову кар'єру у команді «Ганновер 96» II, за яку виступав протягом 2018—2021 років.

## Виступи за збірну
У 2004 році дебютував в офіційних матчах у складі національної збірної Німеччини.
У складі збірної був учасником розіграшу Кубка конфедерацій 2005 року у Німеччині, на якому команда здобула бронзові нагороди.
Загалом протягом кар'єри в національній команді, яка тривала 7 років, провів у її формі 4 матчі.
| Дата       | Місто       | Господарі | Результат | Гості     | Турнір           | Голи | Примітки |
| ---------- | ----------- | --------- | --------- | --------- | ---------------- | ---- | -------- |
| 16-12-2004 | Йокогама    | Японія    | 0 – 3     | Німеччина | товариський матч | -    |          |
| 21-12-2004 | Бангкок     | Таїланд   | 1 – 5     | Німеччина | товариський матч | -    | 60'      |
| 9-2-2005   | Дюссельдорф | Німеччина | 2 – 2     | Аргентина | товариський матч | -    | 75'      |
| 11-8-2010  | Копенгаген  | Данія     | 2 – 2     | Німеччина | товариський матч | -    | 78'      |
| Усього     |             | Матчів    | 4         |           | Голів            | 0    |          |

## Титули і досягнення
- Чемпіон Німеччини (1):

«Вердер»: 2003-2004
- Володар Кубка Німеччини (1):

«Вердер»: 2003-2004
- Володар Кубка Австрії (1):

«Штурм» (Грац): 2017-2018